# António Brandão
Frei António Brandão (Alcobaça, Alcobaça, 1584–1637), monge da Ordem de Cister, historiador português.

## Biografia
Considerado como o primeiro a elaborar uma história científica de Portugal, trabalhou no Mosteiro de Santa Maria de Alcobaça, ligando o seu nome ao primeiro grande estudo sobre História de Portugal: a Monarquia Lusitana, de que foi autor da terceira e quarta partes (ambas publicadas em 1632), sucedendo na tarefa a Frei Bernardo de Brito. Foi sucedido na continuação da crónica Monarquia Lusitana por Frei Francisco Brandão. Ele escreveu também a Crónica do conde D. Henrique, D. Teresa e infante D. Afonso.
Deve-se-lhe a divulgação do relato das míticas Cortes de Lamego, publicado em 1632 na terceira parte da Monarchia Lusitana, documento que Alexandre Herculano considerou ter sido forjado.
Ainda hoje existe em homenagem a António Brandão uma escola com o seu nome na Benedita.
Existe outro Frei António Brandão, igualmente natural de Alcobaça, cujo nome se liga ao governo da Índia Portuguesa, como interino, entre 1678 e 1681.

## Obras
- «Terceira parte da Monarchia Lusitana. Que contem a historia de Portugal desdo Conde Dom Henrique, até todo o reinado delRey Dom Afonso Henriques…». Lisboa: Pedro Craesbeck, 1632.
- «Quarta parte da Monarchia Lusitana. Que contem a Historia de Portugal desdo o tempo delRey dom Sancho Primeiro, até todo o reinado delRey D. Afonso III…». Lisboa: Pedro Craesbeck, 1632.